# Jiří Vaněk
Jiří Vaněk (sinh ngày 24 tháng 4 năm 1978) là 1 vận động viên tennis chuyên nghiệp đến từ Cộng hòa Séc. Anh sinh ở Domažlice và sống tại Praha. Anh bắt đầu sự nghiệp thi đấu chuyên nghiệp từ năm 1995.  Vào tháng 2 năm 2009, anh xếp hạng thứ 119 thế giới.

## Liên kết khác
- Jiří Vaněk trên trang chủ ATP (tiếng Anh)
- Vanek Recent Match Results Lưu trữ ngày 5 tháng 3 năm 2012 tại Wayback Machine
- Vanek World Ranking History Lưu trữ ngày 5 tháng 3 năm 2012 tại Wayback Machine